# 木棉
木棉（学名：Bombax ceiba），又名攀枝花、紅棉樹、英雄樹、斑芝、吉貝、斑枝（漳腔词典注音：ban1-6zi1）及瓊枝，是锦葵科木棉亚科木棉属的在熱帶及亞熱帶地區生長的多年生落叶大乔木，高約10—25米。木棉木材和果实纤维应用广泛, 花可食用与药用。在亚洲与美洲等地被赋予了深厚的文化寓意。
木棉的原產地印度、馬來群島和菲律賓群島。它隨著移民被廣泛種植於華南、台灣、中南半島及馬來群島。

## 名稱原由
烽火源自於南越国國王趙佗，他以滿樹紅花似烽光而得名；「古貝」源自於梵語的音譯；「吉貝」相信源自於南洋當地語言的音譯，此名稱原指爪哇木棉因形狀相似故而混淆；瓊枝之名則指木棉於海南（瓊）島生長的樹木因而得名。
於森林中木棉樹的頂頭往往超越其他樹木，故被稱之為英雄樹。

## 形态
每年2至4月份先开花，后长叶。花朵大型，花冠五瓣，倒卵形狀，兩面都有星狀毛，橙黄或橙红色，亦有黄色（罕见）。花萼黑褐色，革质。木棉花可入藥，把新鮮掉下來的木棉花曬乾，為涼茶五花茶的主要材料之一。花后结椭圆形蒴果，約在5月時，果實會裂開，内裡的卵圆形种子連同由果皮內壁細胞延伸而成的白色棉絮會隨風四散。棉絮可用以代替棉花來作棉襖的填充料或織成吉布。種子含20%至25%油份，可榨油製成肥皂及機械油；而榨油後的棉餅可作為肥料或家畜飼料。
木棉樹樹幹直立有明顯瘤刺；側枝輪生作水平方向開展；掌狀複葉，葉柄很長。木棉外觀多變化：春天時，一樹橙紅；夏天綠葉成蔭；秋天枝葉蕭瑟；冬天禿枝寒樹，四季展現不同的風情。 

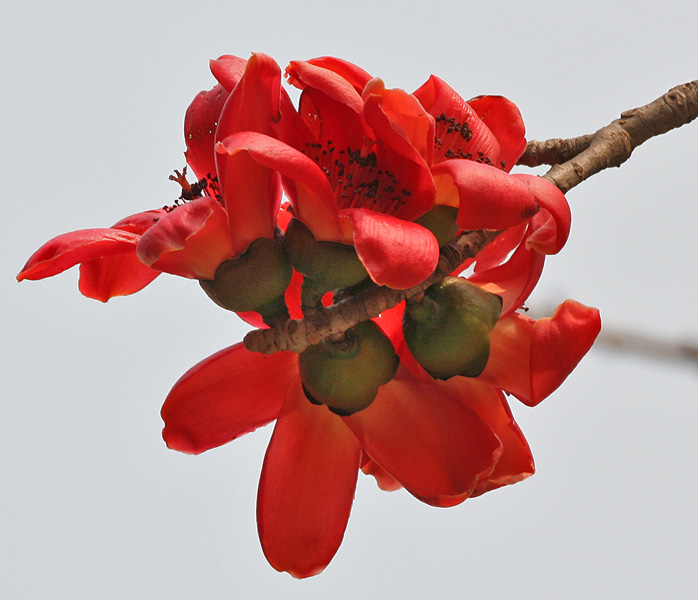
木棉花
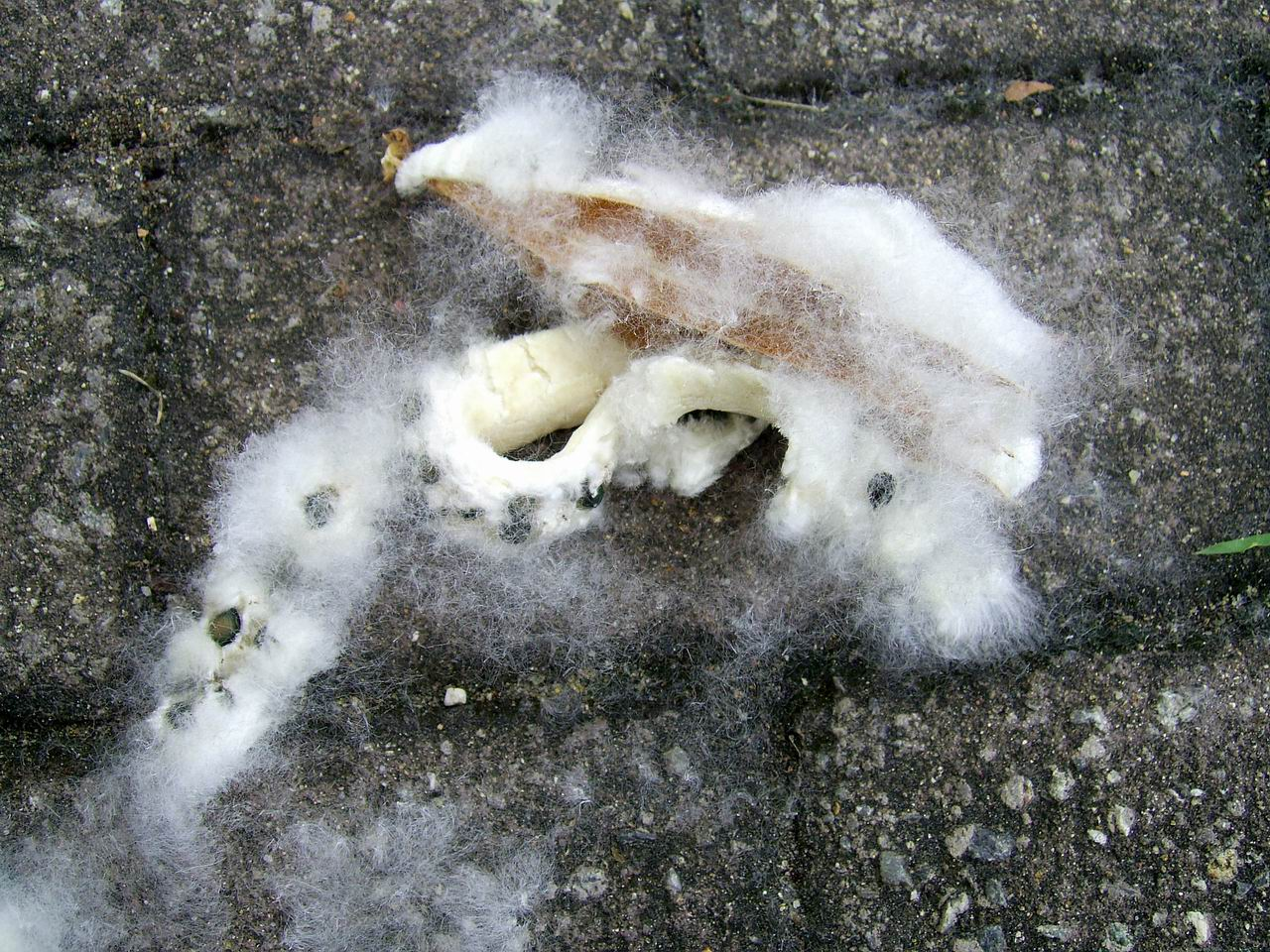
棉絮與種子
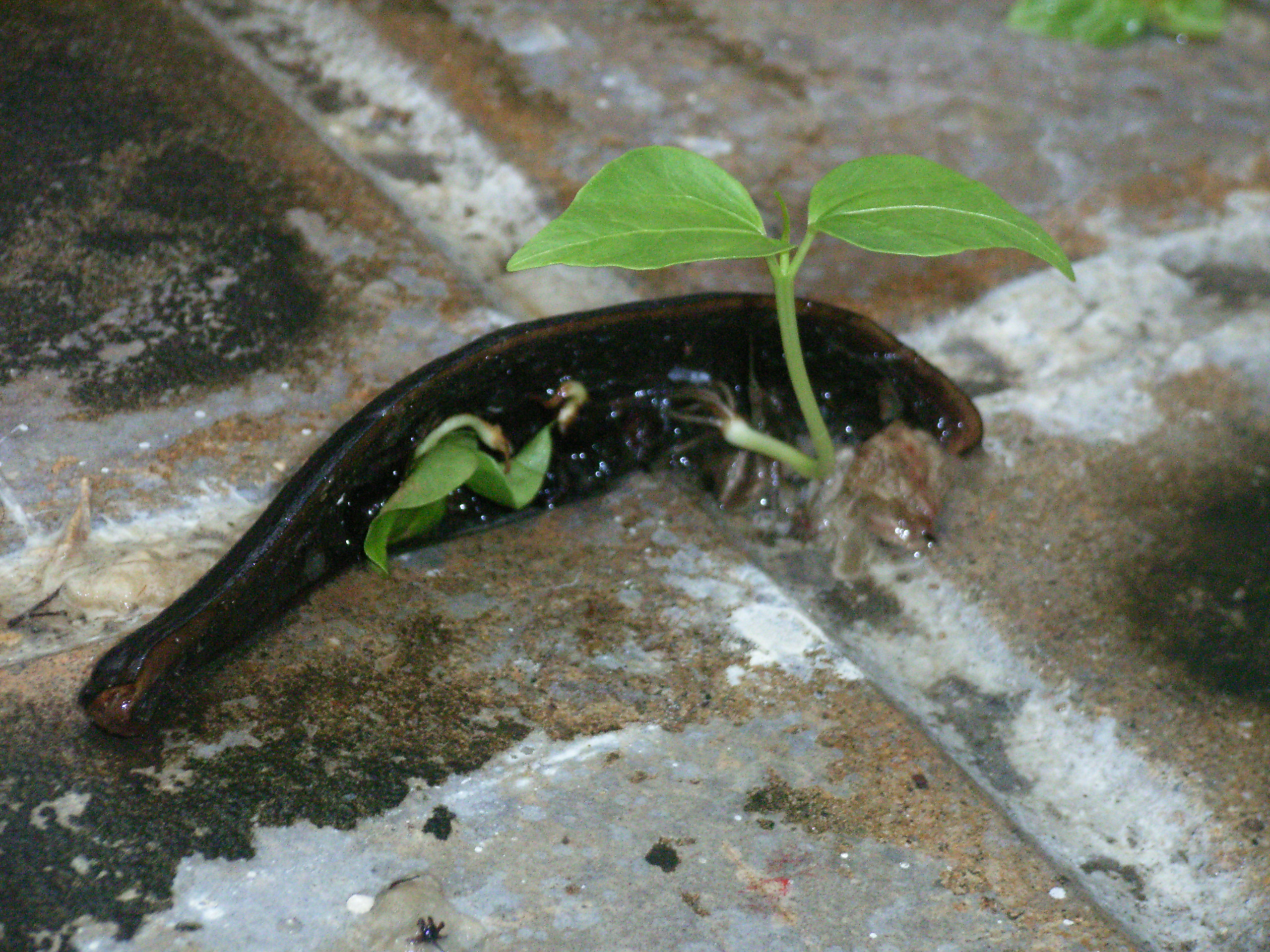
生命力頑強的木棉籽
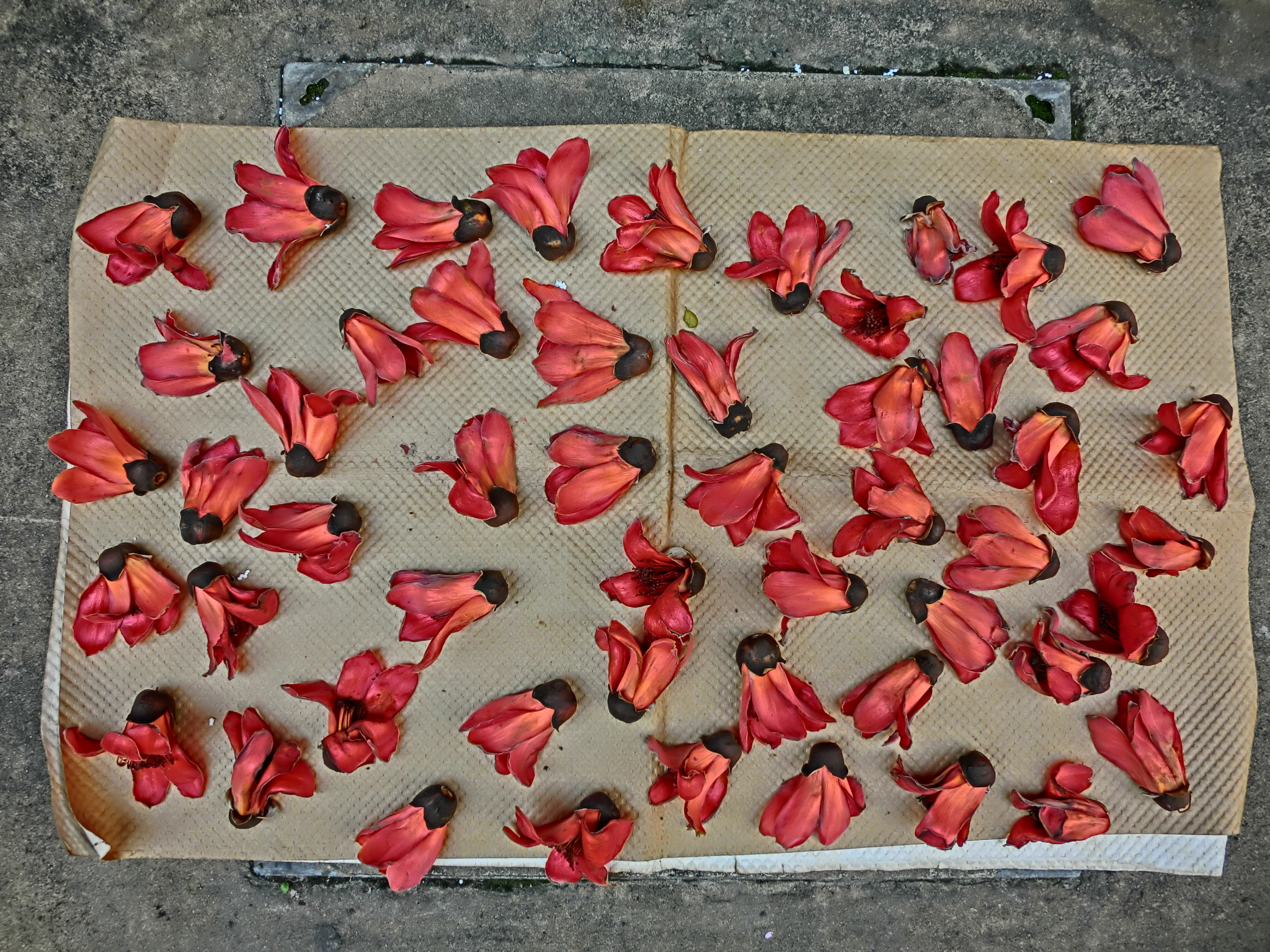
收集后曬乾中的木棉花
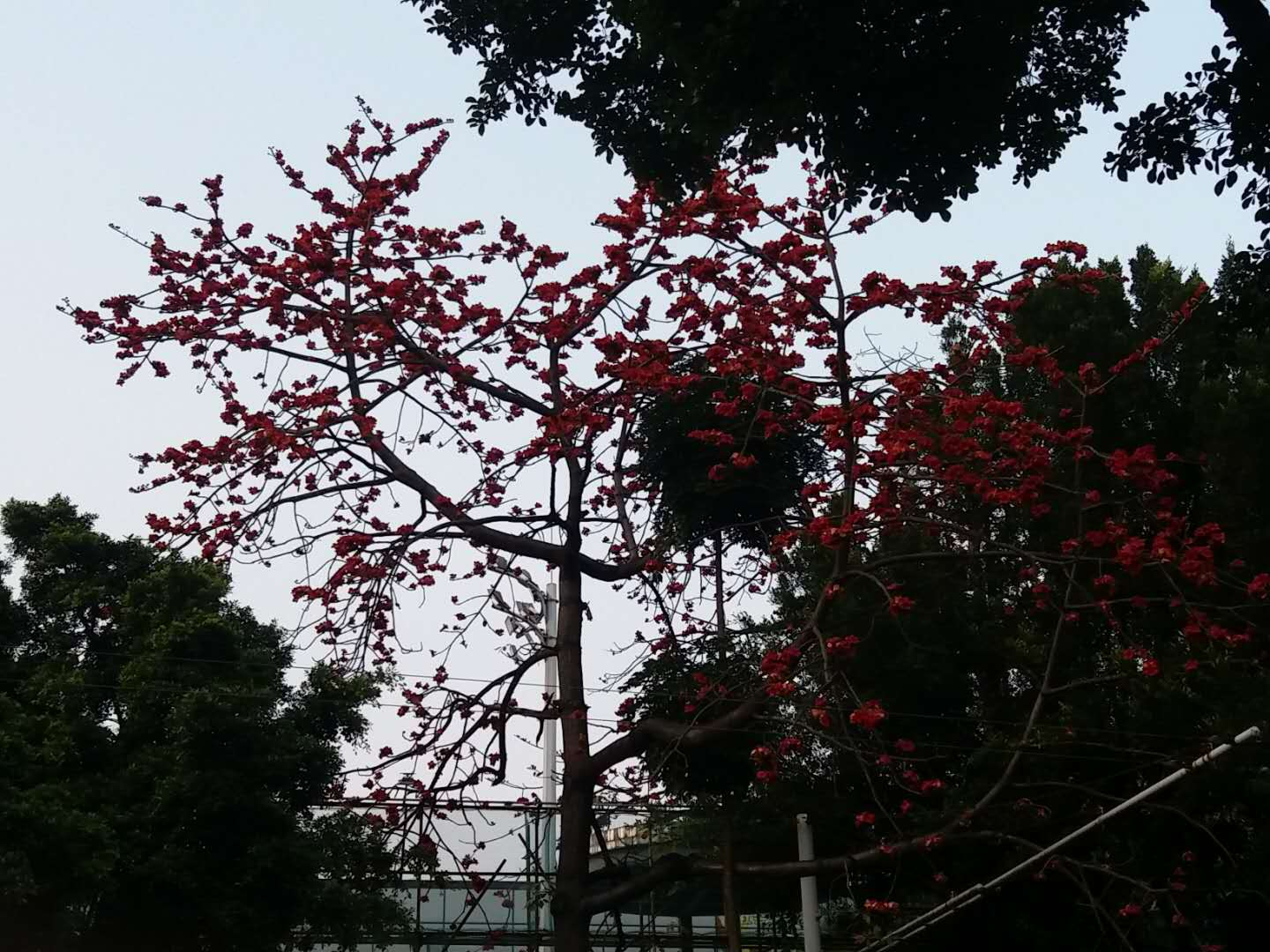
广州市流花路的木棉树（2018年3月11日）
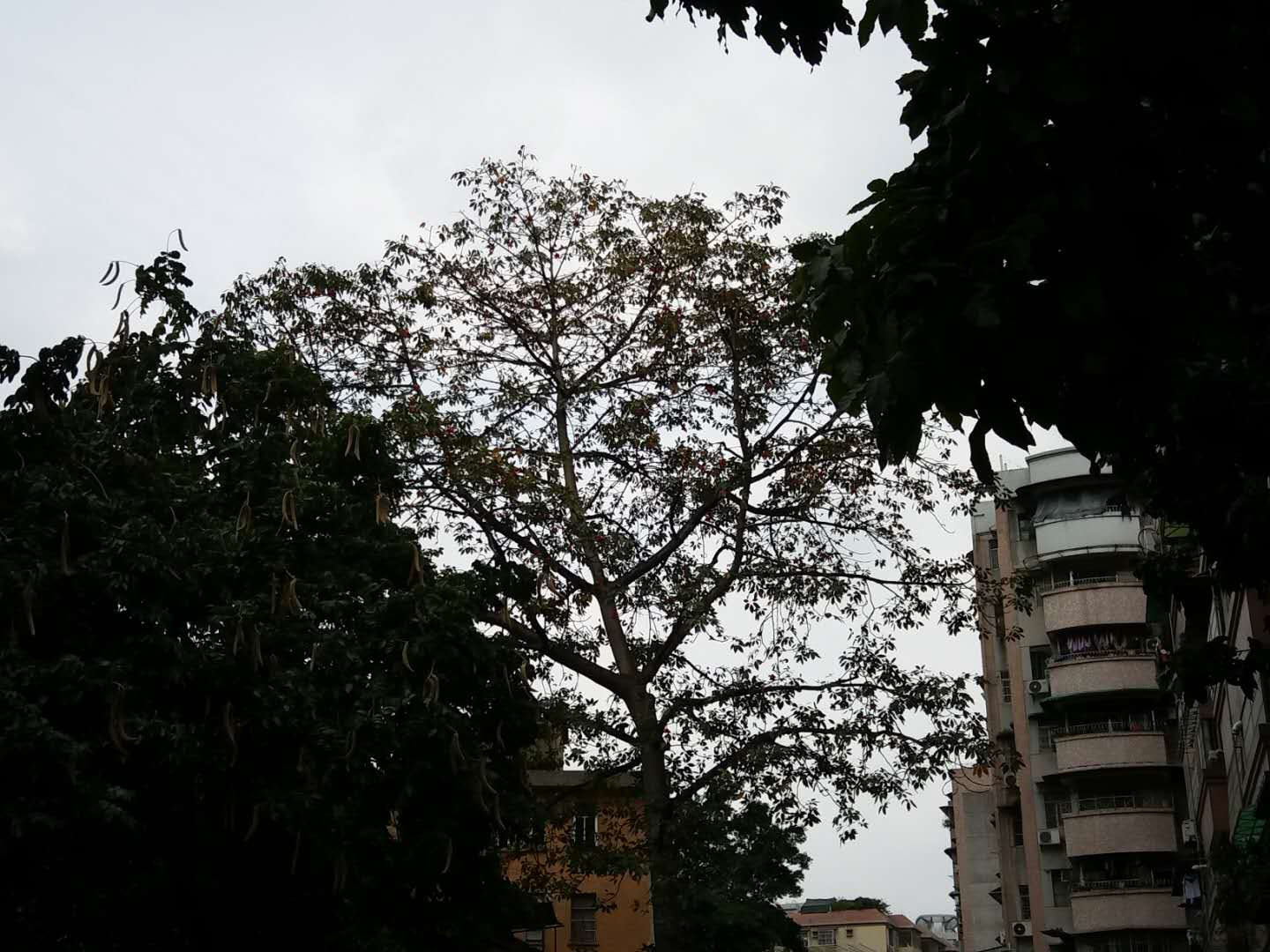
广州市芦荻街的木棉树（2018年4月5日）

## 文化含義

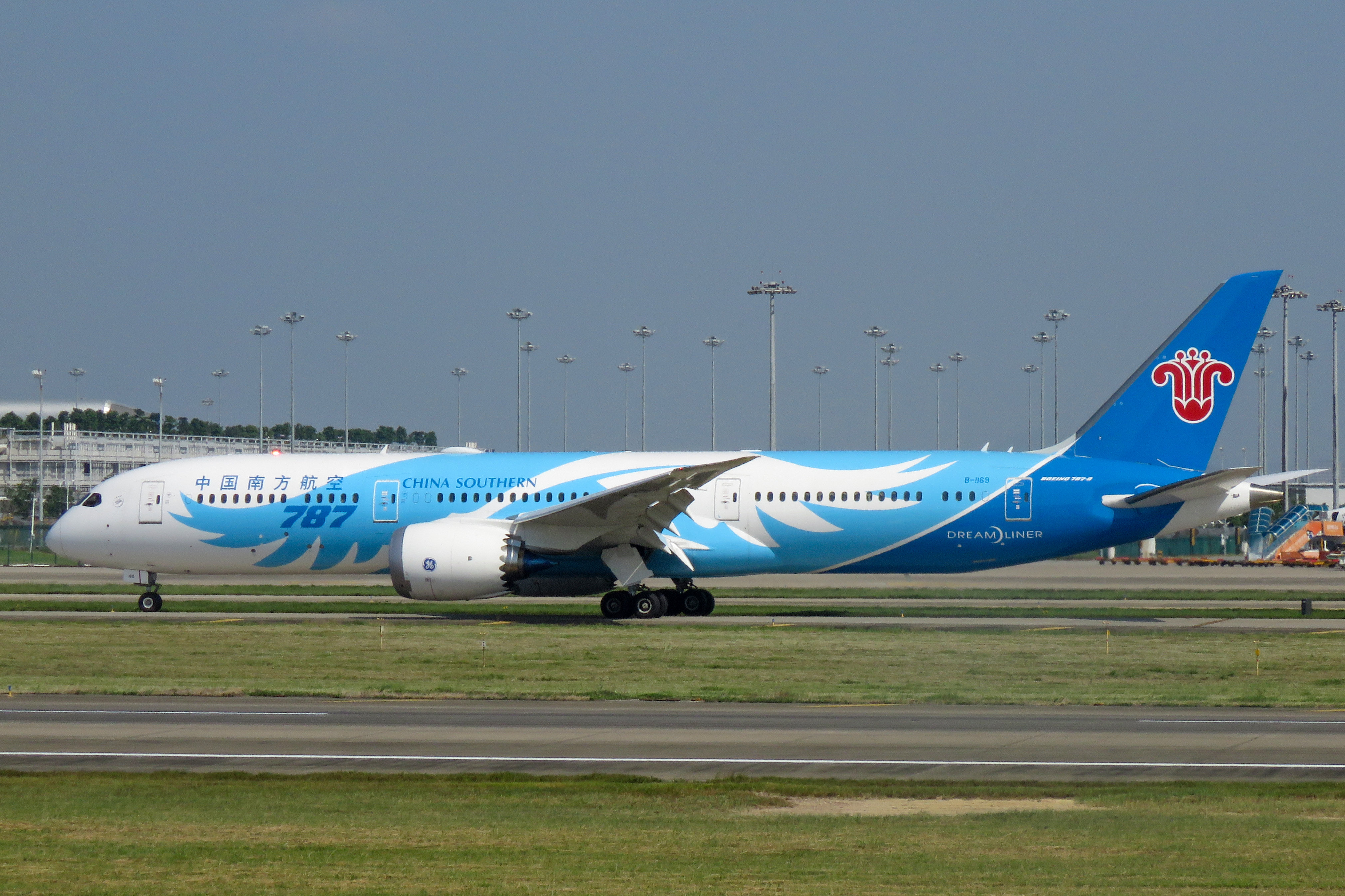
南方航空標誌的紅色木棉花

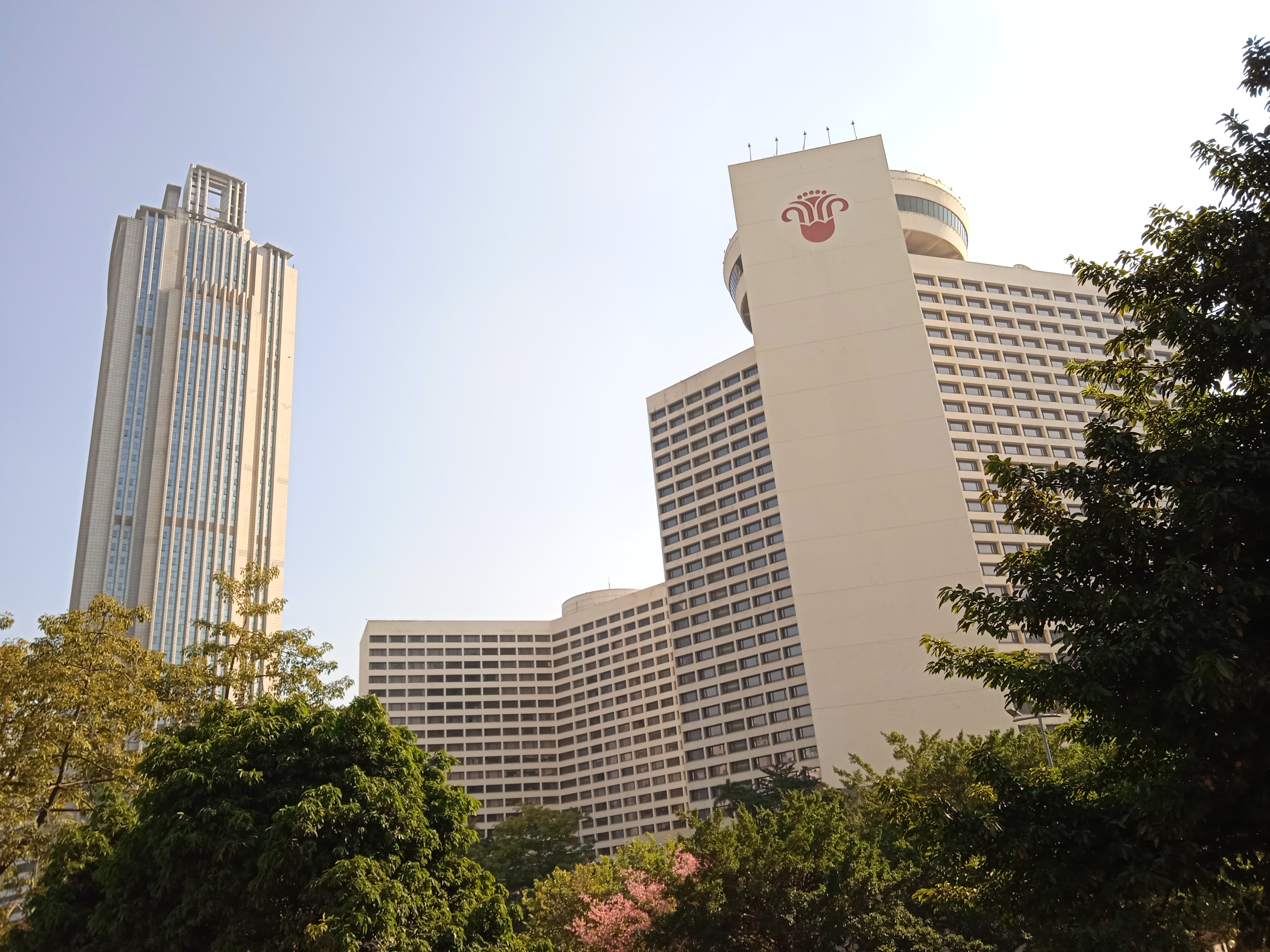
广州花园酒店外立面的木棉花标志

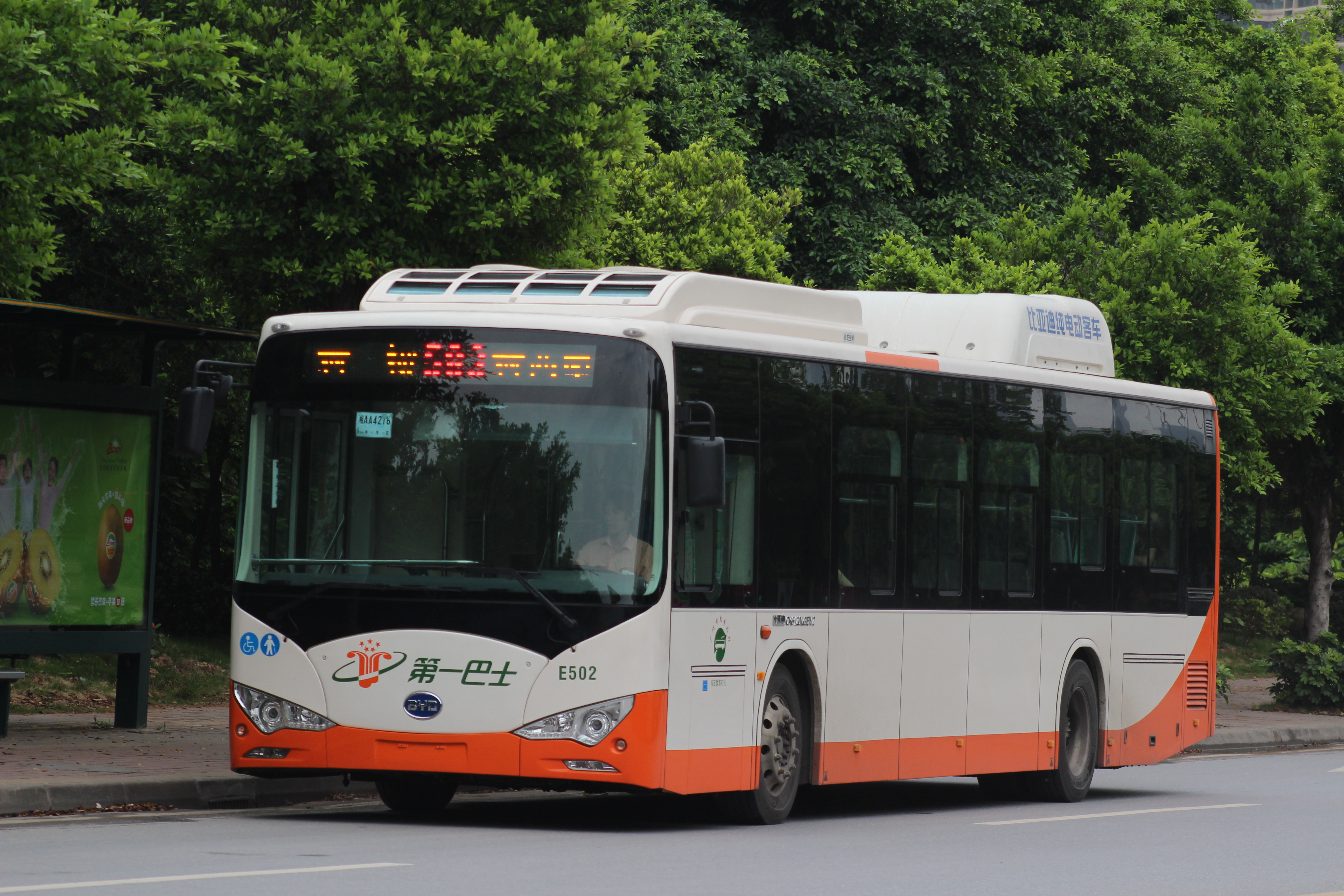
广州市一汽巴士曾用木棉花的商標

在中美洲和澳大利亚北部, 木棉常被用于造船尤其是独木舟，以及作为雕刻的原材料。在亚洲地区（如印度、孟加拉国、中国等地），木棉果絮用于纺织、花食用、木材用于乐器与棺椁, 还具有特殊的宗教和文化寓意，也因此亚洲地区的木棉古树较多。

### 中美洲
中美洲的印第安人和泰诺人除了用木棉木材制作独木舟外，也作为蜜源食用和药用，而且也将木棉用于祭祀。

### 澳大利亚
澳大利亚北部的尼格利陀人和托雷斯海峡岛民除了用木棉木材制作独木舟外，也食用。

### 印度次大陆
在印度，木棉常会在田边密植用作篱笆。成年木棉树用作棺椁材料或火葬的柴堆，也用来制作乐器、火柴等。果实纤维作为枕头和被子的填充物。花和树皮用来染色，花还可以制作成咖喱食用。木棉在印度传统医学中作为药材使用。
在吠陀时代之后, 印度人将木棉视作神树，不允许任何人以任何理由砍伐、食用、入药；木棉树林则视为圣境,更是不得随意进入。印度女性还把有木棉生长的地方作为祈祷和求子的场所。另一方面，印度部分部落则认为木棉是厄运的象征, 被视为“地狱之树”。
在印度重大宗教节日胡里节，有焚烧木棉的传统，这甚至曾经一度影响到了印度北部部分地区野生木棉的数量。

### 越南
木棉是越南北部乡村的标志性植物, 分布非常广泛。根據中國东晋文人葛洪在《西京杂记》中的記載，南越王趙佗曾在公元前2世紀向漢朝上进献木棉樹（烽火树）。
在越南，木棉花开象征着春天到来,此时又正值水稻插秧时节,因此木棉在当地被称为“稻田之花”。相传1284年时，越南皇室琼珍公主在海防市亲手种植了一棵木棉, 为人遮荫并祈求丰收。2011年这棵树被列为越南遗产树。
在越南民间，认为木棉可以辟邪驱魔；木棉花开放时如同万盏油灯, 寓意长寿。寺庙周围往往种植有木棉。越南很多地名都以木棉命名, 例如胡志明市的原名西贡，在越南语中就是“木棉树”的意思。

### 中國大陸
在中国云南、广西等地, 新鲜木棉花是重要的时令蔬菜；云南东南部、广东、海南岛等地还会将木棉花晒干后泡茶、煲汤。
木棉是海南黎族崇拜的图腾，其服饰中经常会用木棉纹作图案。
木棉樹是中國大陸廣州市、攀枝花市、崇左市的市花。由於它的樹身高大粗壯，在華南有把它與英雄相比，又名英雄樹。
中国南方航空公司的标志由一朵抽象化的大红色木棉花衬托在宝石蓝色的飞机垂直尾翼图案上组成，也是广州一汽巴士公司的曾用标志，澳門粵華中學的校樹。

### 台灣
木棉樹是金門縣的縣樹和高雄市的市花。